# ATS (langage de programmation)
Pour les articles homonymes, voir ATS.
 (avril 2021).
La mise en forme du texte ne suit pas les recommandations de Wikipédia : il faut le « wikifier ».
Les points d'amélioration suivants sont les cas les plus fréquents :
- Les titres sont pré-formatés par le logiciel. Ils ne sont ni en capitales, ni en gras.
- Le texte ne doit pas être écrit en capitales (les noms de famille non plus), ni en gras, ni en italique, ni en « petit »…
- Le gras n'est utilisé que pour surligner le titre de l'article dans l'introduction, une seule fois.
- L'italique est rarement utilisé : mots en langue étrangère, titres d'œuvres, noms de bateaux, etc.
- Les citations ne sont pas en italique mais en corps de texte normal. Elles sont entourées par des guillemets français : « et ».
- Les listes à puces sont à éviter, des paragraphes rédigés étant largement préférés. Les tableaux sont à réserver à la présentation de données structurées (résultats, etc.).
- Les appels de note de bas de page (petits chiffres en exposant, introduits par l'outil «  Source ») sont à placer entre la fin de phrase et le point final[comme ça].
- Les liens internes (vers d'autres articles de Wikipédia) sont à choisir avec parcimonie. Créez des liens vers des articles approfondissant le sujet. Les termes génériques sans rapport avec le sujet sont à éviter, ainsi que les répétitions de liens vers un même terme.
- Les liens externes sont à placer uniquement dans une section « Liens externes », à la fin de l'article. Ces liens sont à choisir avec parcimonie suivant les règles définies. Si un lien sert de source à l'article, son insertion dans le texte est à faire par les notes de bas de page.
- La présentation des références doit suivre les conventions bibliographiques. Il est recommandé d'utiliser les modèles {{Ouvrage}}, {{Chapitre}}, {{Article}}, {{Lien web}} et/ou {{Bibliographie}}. Le mode d'édition visuel peut mettre en forme automatiquement les références.
- Insérer une infobox (cadre d'informations à droite) n'est pas obligatoire pour parachever la mise en page.

Pour une aide détaillée, merci de consulter Aide:Wikification.
Si vous pensez que ces points ont été résolus, vous pouvez retirer ce bandeau et améliorer la mise en forme d'un autre article.
 (avril 2021).
Sa qualité peut être largement améliorée en utilisant un vocabulaire plus directement compréhensible.
 (avril 2021).
Si vous disposez d'ouvrages ou d'articles de référence ou si vous connaissez des sites web de qualité traitant du thème abordé ici, merci de compléter l'article en donnant les références utiles à sa vérifiabilité et en les liant à la section « Notes et références ».
ATS (Applied Type System) est un langage de programmation conçu pour unifier la programmation avec des spécifications formelles. ATS prend en charge la combinaison de la démonstration du théorème avec la programmation pratique grâce à l'utilisation de systèmes de type avancés. Une version antérieure de The Computer Language Benchmarks Game a démontré que les performances d'ATS sont comparables à celles des langages de programmation C et C++. En utilisant la preuve de théorème et la vérification de type stricte, le compilateur peut détecter et prouver que ses fonctions implémentées ne sont pas sensibles aux bogues tels que la division par zéro, les fuites de mémoire, le dépassement de mémoire tampon et d'autres formes de corruption de mémoire en vérifiant l' arithmétique du pointeur et le comptage de références avant que le programme se compile. De plus, en utilisant le système de démonstration de théorème intégré de l'ATS (ATS / LF), le programmeur peut utiliser des constructions statiques qui sont entrelacées avec le code opérationnel pour prouver qu'une fonction atteint sa spécification.

## Histoire
ATS est principalement dérivé des langages de programmation ML et OCaml. Une langue antérieure, Dependent ML, du même auteur a été incorporée par la langue.
La dernière version d'ATS1 (Anairiats) est sortie en v0.2.12 le 20/01/2015. La première version d'ATS2 (Postiats) est sortie en septembre 2013 

## Preuve du théorème
L'objectif principal de l'ATS est de soutenir la démonstration de théorèmes en combinaison avec une programmation pratique. Avec la démonstration d'un théorème, on peut prouver, par exemple, qu'une fonction implémentée ne produit pas de fuites de mémoire. Cela évite également d'autres bogues qui, autrement, ne pourraient être trouvés que pendant les tests. Il incorpore un système similaire à ceux des assistants de preuve qui visent généralement uniquement à vérifier les preuves mathématiques, sauf que ATS utilise cette capacité pour prouver que les implémentations de ses fonctions fonctionnent correctement et produisent le résultat attendu.
À titre d'exemple simple, dans une fonction utilisant la division, le programmeur peut prouver que le diviseur ne sera jamais égal à zéro, empêchant une Division par zéro. Disons que le diviseur «X» a été calculé comme 5 fois la longueur de la liste «A». On peut prouver que dans le cas d'une liste non vide, «X» est non nul, puisque «X» est le produit de deux nombres non nuls (5 et la longueur de «A»). Un exemple plus pratique serait de prouver par le comptage de références que le compte de rétention sur un bloc de mémoire alloué est correctement compté pour chaque pointeur. On peut alors savoir, et prouver littéralement, que l'objet ne sera pas désalloué prématurément, et que les fuites de mémoire ne se produiront pas.
L'avantage du système ATS est que puisque toute démonstration de théorème se produit strictement dans le compilateur, cela n'a aucun effet sur la vitesse du programme exécutable. Le code ATS est souvent plus difficile à compiler que le code C standard, mais une fois qu'il est compilé, le programmeur peut être certain qu'il s'exécute correctement au degré spécifié par leurs preuves (en supposant que le compilateur et le système d'exécution sont corrects).
Dans ATS, les preuves sont distinctes de l'implémentation, il est donc possible d'implémenter une fonction sans la prouver si le programmeur le souhaite.

## Représentation des données
Selon l'auteur (Hongwei Xi), l'efficacité d'ATS  est en grande partie due à la façon dont les données sont représentées dans le langage et aux optimisations de fin d'appel (qui sont généralement importantes pour l'efficacité des langages de programmation fonctionnels). Les données peuvent être stockées dans une représentation plate ou non encadrée plutôt que dans une représentation encadrée.

## Preuve du théorème: un cas d'introduction

### Propositions
dataprop exprime les prédicats sous forme de types algébriques.
Exemple de prédicats en pseudo-code assez similaire à la source ATS (voir ci-dessous pour une source ATS valide) pour la fonction factorielle, dont le nom est abrégé en « FACT » :
```
 FACT(n, r) ssi fact(n) = r
 MUL(n, m, prod) ssi n * m = prod
 
 FACT(n, r) = 
     FACT(0, 1) 
   | FACT(n, r) ssi FACT(n-1, r1) et MUL(n, r1, r) // pour n> 0
 
 
// exprime le fact(n) = r ssi r = n * r1 et r1 = fact(n-1)
```

En code ATS :
```
 
dataprop
 
FACT
 
(
int
,
 
int
)
 
=

  
|
 
FACTbas
 
(
0
,
 
1
)
       
//
 
basic
 
case
:
 
FACT
(
0
,
 
1
)

  
|
 
{
n
:
int
 
|
 
n
 
>
 
0
}
 
{
r
,
r1
:
int
}
 
//
 
inductive
 
case

    
FACTind
 
(
n
,
 
r
)
 
of
 
(
FACT
 
(
n
-
1
,
 
r1
),
 
MUL
 
(
n
,
 
r1
,
 
r
))

```

où FACT (int, int) est un type de preuve

### Exemple
Factoriel non récursif avec proposition ou " Théorème " prouvant à travers la construction dataprop.
L'évaluation de fact1 (n-1) renvoie une paire (proof_n_minus_1 | result_of_n_minus_1) qui est utilisée dans le calcul de fact1 (n). Les preuves expriment les prédicats de la proposition.

#### Partie 1 (algorithme et propositions)
```
[FACT (n, r)] implique [fact (n) = r]
 [MUL (n, m, prod)] implique [n * m = prod]
```

```
FAIT (0, 1)
 FACT (n, r) ssi FACT (n-1, r1) et MUL (n, r1, r) pour tout n> 0
```

Se souvenir:
```
{...} quantification universelle
[...] quantification existentielle
(... | ...) (preuve | valeur)
@ (...) tuple plat ou tuple de paramètres de fonction variadique
. <...>. métrique de terminaison 
[
6
]
```

```
#
include
 
"share/atspre_staload.hats"

dataprop
 
FACT
 
(
int
,
 
int
)
 
=

 
|
 
FACTbas
 
(
0
,
 
1
)
 
of
 
()
 
//
 
basic
 
case

 
|
 
{
n
:
nat
}{
r
:
int
}
    
//
 
inductive
 
case

  
FACTind
 
(
n
+
1
,
 
(
n
+
1
)*
r
)
 
of
 
(
FACT
 
(
n
,
 
r
))

(* note that int(x), also int x, is the monovalued type of the int x value.

 The function signature below says:

 forall n:nat, exists r:int where fact( num: int(n)) returns (FACT (n, r) | int(r)) *)

fun
 
fact
{
n
:
nat
}
 
.<
n
>.
 
(
n
:
 
int
 
(
n
))
 
:
 
[
r
:
int
]
 
(
FACT
 
(
n
,
 
r
)
 
|
 
int
(
r
))
 
=

(

 
ifcase

 
|
 
n
 
>
 
0
 
=>
 
((
FACTind
(
pf1
)
 
|
 
n
 
*
 
r1
))
 
where
 
 
{
 
  
val
 
(
pf1
 
|
 
r1
)
 
=
 
fact
 
(
n
-
1
)

 
}

 
|
 
_
(*else*)
 
=>
 
(
FACTbas
()
 
|
 
1
)

)

```

#### Partie 2 (routines et test)
```
implement
 
main0
 
(
argc
,
 
argv
)
 
=

{

 
val
 
()
 
=
 
if
 
(
argc
 
!=
 
2
)
 
then
 
prerrln
!
 
(
"Usage: "
,
 
argv
[
0
],
 
" <integer>"
)

 
val
 
()
 
=
 
assert
 
(
argc
 
>=
 
2
)

 
val
 
n0
 
=
 
g0string2int
 
(
argv
[
1
])

 
val
 
n0
 
=
 
g1ofg0
 
(
n0
)

 
val
 
()
 
=
 
assert
 
(
n0
 
>=
 
0
)

 
val
 
(_
(*pf*)
 
|
 
res
)
 
=
 
fact
 
(
n0
)

 
val
 
(
(*void*)
)
 
=
 
println
!
 
(
"fact("
,
 
n0
,
 
") = "
,
 
res
)

}

```

Tout cela peut être ajouté à un seul fichier et compilé comme suit. La compilation devrait fonctionner avec divers compilateurs C back-end, par exemple gcc . Le nettoyage de la mémoire n'est pas utilisé sauf indication explicite avec -D_ATS_GCATS) 
```
$ 
patscc
 
fact1.dats
 
-o
 
fact1

$ 
./fact1
 
4

```

compile et donne le résultat attendu

### Types de base
- booléen (vrai, faux)
- int (littéraux: 255, 0377, 0xFF), unaire moins comme ~ (comme dans ML)
- double
- char 'a'
- chaîne "abc"

### Tuples et disques
préfixe @ ou aucun signifie allocation directe, plate ou sans boîte
```
 
val
 
x
 
:
 
@(
int
,
 
char
)
 
=
 
@(
15
,
 
'c'
)
 
//
 
x
.
0
 
=
 
15
 
;
 
x
.
1
 
=
 
'c'

 
val
 
@(
a
,
 
b
)
 
=
 
x
          
//
 
pattern
 
matching
 
binding
,
 
a
=
 
15
,
 
b
=
'c'

 
val
 
x
 
=
 
@{
first
=
15
,
 
second
=
'c'
}
  
//
 
x
.
first
 
=
 
15

 
val
 
@{
first
=
a
,
 
second
=
b
}
 
=
 
x
    
//
 
a
=
 
15
,
 
b
=
'c'

 
val
 
@{
second
=
b
,
 
...}
 
=
 
x
      
//
 
with
 
omission
,
 
b
=
'c'

```

préfixe 'signifie allocation indirecte ou encadrée
```
 
val
 
x
 
:
 
'
(
int
,
 
char
)
 
=
 
'
(
15
,
 
'c'
)
 
//
 
x
.
0
 
=
 
15
 
;
 
x
.
1
 
=
 
'c'

 
val
 
'
(
a
,
 
b
)
 
=
 
x
          
//
 
a
=
 
15
,
 
b
=
'c'

 
val
 
x
 
=
 
'
{
first
=
15
,
 
second
=
'c'
}
  
//
 
x
.
first
 
=
 
15

 
val
 
'
{
first
=
a
,
 
second
=
b
}
 
=
 
x
    
//
 
a
=
 
15
,
 
b
=
'c'

 
val
 
'
{
second
=
b
,
 
...}
 
=
 
x
      
//
 
b
=
'c'

```

spécial
Avec '|' comme séparateur, certaines fonctions renvoient la valeur du résultat encapsulée avec une évaluation des prédicats
```
val
 (predicate_proofs | values) = mes paramètres
```

### Commun
```
{...} quantification universelle
[...] quantification existentielle
(...) expression entre parenthèses ou tuple

(... | ...) (preuves | valeurs)
```

```
. <...>. métrique de terminaison

@ (...) tuple plat ou tuple de paramètres de 
fonction variadique
 
(voir l'exemple printf
)

@ [byte] [BUFLEN] type d'un tableau de valeurs BUFLEN de type 
octet
 
@ [byte] [BUFLEN] () instance de tableau
@ [byte] [BUFLEN] (0) tableau initialisé à 0
```

### dictionnaire
sorte
domaine
```
 
sortdef
 
nat
 
=
 
{
a
:
 
int
 
|
 
a
 
>=
 
0
 
}
   
//
 
from
 
prelude
:
 
∀
 
'
'a'
'
 
∈
 
int
 
...

 
typedef
 
String
 
=
 
[
a
:
nat
]
 
string
(
a
)
  
//
 
[..]:
 
∃
 
'
'a'
'
 
∈
 
nat
 
...

```

type (comme tri)
tri générique pour les éléments de la longueur d'un mot pointeur, à utiliser dans les fonctions polymorphes paramétrées par type. Également "types en boîte" .
taper
version linéaire du type précédent avec longueur abstraite. Également des types non emballés.
viewtype
une classe de domaine comme type avec une vue (association de mémoire)
viewt @ ype
version linéaire du type de vue avec une longueur abstraite. Il remplace le type de vue
vue
relation d'un Type et d'un emplacement mémoire. L'infixe @ est son constructeur le plus courant
T @ L affirme qu'il existe une vue de type T à l'emplacement L
```
 
fun
 
{
a
:
t
@
ype
}
 
ptr_get0
 
{
l
:
addr
}
 
(
pf
:
 
a
 
@
 
l
 
|
 
p
:
 
ptr
 
l
):
 
@(
a
 
@
 
l
 
|
 
a
)

 
 
fun
 
{
a
:
t
@
ype
}
 
ptr_set0
 
{
l
:
addr
}
 
(
pf
:
 
a
?
 
@
 
l
 
|
 
p
:
 
ptr
 
l
,
 
x
:
 
a
):
 
@(
a
 
@
 
l
 
|
 
void
)

```

le type de ptr_get0 (T) est ∀ l : adr. (T @ l | ptr (l)) → (T @ l | T) // voir manuel, section 7.1. Accès sécurisé à la mémoire via des pointeurs 
```
viewdef array_v (a: viewt @ ype, n: int, l: addr) = @ [a] [n] @ l
```

T?
type éventuellement non initialisé

### l'exhaustivité de la correspondance des modèles
comme dans le cas +, val +, type +, viewtype +,. . .
- avec le suffixe '+' le compilateur émet une erreur en cas d'alternatives non exhaustives
- sans suffixe, le compilateur émet un avertissement
- avec '-' comme suffixe, évite le contrôle d'exhaustivité

```
 staload "foo.sats" // foo.sats is loaded and then opened into the current namespace

 staload F = "foo.sats" // to use identifiers qualified as $F.bar

 dynload "foo.dats" // loaded dynamically at run-time

```

### vue de données
Les vues de données sont souvent déclarées pour encoder des relations définies de manière récursive sur des ressources linéaires.
dataview array_v (a: viewt @ ype +, int, addr) = | {l: addr} array_v_none (a, 0, l) | {n: nat} {l: addr} array_v_some (a, n + 1, l) of (a @ l, array_v (a, n, l + sizeof a))

### type de données / type de vue de données
Types de données 
```
type de données jour ouvrable = Mon | Tue | Mer | Thu | ven
```

listes
```
type de données list0 (a: t @ ype) = list0_cons (a) of (a, list0 a) | list0_nil (a)
```

#### dataviewtype
Un type de vue de données est similaire à un type de données, mais il est linéaire. Avec un dataviewtype, le programmeur est autorisé à libérer explicitement (ou désallouer) de manière sûre la mémoire utilisée pour stocker les constructeurs associés au dataviewtype.

### variables
variables locales
```
var res: int avec pf_res = 1 // introduit pf_res comme alias de 
view @ (res)
```

sur l' allocation de tableau de pile:
```
#define BUFLEN 10
var! p_buf avec pf_buf = @ [octet] [BUFLEN] (0) // pf_buf = @ [octet] [BUFLEN] (0) @ p_buf 
```

Voir les déclarations val et var